# Hoàng Lan (diễn viên)
Hoàng Lan (sinh năm 1976 tại Nam Định), tên đầy đủ là Vũ Thị Hoàng Lan là một nữ diễn viên Việt Nam. Hoàng Lan là một gương mặt diễn viên nổi tiếng của thập niên 90, Lan bắt đầu được biết đến rộng rãi và nổi tiếng với vai Nhật Lệ trong bộ phim dài bốn tập Cô gái mang tên dòng sông phát sóng năm 1998., cô là diễn viên của đoàn kịch nói Công an Nhân dân mang hàm thiếu tá.

## Sự nghiệp
- Tài diễn của Lan trên sân khấu đã được thừa nhận ở nhiều giải vàng trong các cuộc thi “Tài năng sân khấu trẻ”, “Sân khấu thể nghiệm”, “Hội diễn sân khấu chuyên nghiệp toàn quốc”. Gương mặt trái xoan của Hoàng Lan với đường nét đẹp đằm thắm, được coi như một vẻ đẹp của phụ nữ Bắc Bộ truyền thống. Tuy nhiên chính Lan đã “lột xác” để tạo nên một Đát Kỷ đầy mưu mô thủ đoạn, hay một Lý Chiêu Hoàng nhiều éo le, trắc trở… Và mới nhất, trong vở diễn “Quyết đấu giữa sương mù”, Hoàng Lan trong vai Mười Huệ, một cô gái mù nguyên là văn công thời chiến. Xuất hiện không nhiều, nhưng Lan vẫn tạo được dấu ấn sáng tạo riêng với ngôn ngữ hình thể đặc sắc, sức biểu cảm của đài từ, đoạt Huy chương Bạc xứng đáng tại “Liên hoan sân khấu” với hình tượng người chiến sĩ Công an nhân dân.[2][3]
- NSƯT Vũ Thị Hoàng Lan, diễn viên “vơ đét” (veddet) của Đoàn kịch nói Công an nhân dân là một gương mặt quen thuộc được khán giả yêu mến. Từng có thời, Hoàng Lan là “ngôi sao” “phủ” sóng hàng loạt kênh truyền hình với vai chính trong nhiều phim dài tập như: “Giọt nước mắt giữa hai thế kỷ”, “Cô gái mang tên một dòng sông”, “Cỏ lồng vực”, “Gió từ phố Hiến”, “Mùa thu không cô đơn”, “Nếp nhà”, “Vũ điệu tử thần” (phim truyện điện ảnh) và gần nhất là “Tu hú gọi bầy”. Đặc biệt với vai chính trong phim “13 bến nước”, Hoàng Lan đã đoạt Bông sen Vàng cá nhân cho diễn viên nữ xuất sắc nhất tại “Liên hoan phim Quốc gia” lần thứ 16. Dần dần, Lan ít đóng phim, phần vì chị tập trung cho sân khấu kịch nói, phần vì chị luôn muốn làm mới mình, không muốn sự lặp lại.[4][5]
- "Cơn sốt" mà Hoàng Lan đem đến cho khán giả có tên Cô gái mang tên dòng sông - bộ phim truyền hình 4 tập do chị thủ diễn vai chính Nhật Lệ.Vai diễn ấy đã làm nên một cái tên Hoàng Lan vô cùng sâu đậm trong lòng khán giả yêu phim Việt thời bấy giờ. Nhật Lệ trong Cô gái mang tên dòng sông thành công đến mức Hoàng Lan đi ra đường luôn được khán giả yêu mến gọi tên là Nhật Lệ thay vì cái tên trong giấy khai sinh của chị.
- Diễn xuất xuất sắc của NSƯT Vũ Thị Hoàng Lan trong vai Dương Hương Ly, vở kịch “Đường đua trong bóng tối” đã giúp nữ diễn viên xinh đẹp này giành Huy chương Vàng “Hội diễn Sân khấu chuyên nghiệp toàn quốc” 2015 một cách ngoạn mục, được giới nghề và công chúng tán thưởng. Cùng năm 2015, chị lại nhận Huy chương Bạc tại “Liên hoan Sân khấu” với hình tượng người chiến sĩ công an nhân dân trong vai cô gái mù - vở “Quyết đấu giữa sương mù”.

## Các phim đã tham gia
- "Từ biệt giảng đường"
- “Giọt nước mắt giữa hai thế kỷ”
- “Cô gái mang tên một dòng sông”
- "Hồi ức một binh nhì"
- “Cỏ lồng vực”
- "Sống mãi với thủ đô"
- "Vào Nam ra Bắc"
- "Chuyện vặt gia đình"
- "Bông cúc tím"
- "Giấy quỳ tím"
- "Đêm công chúa"
- "Sau những lỗi lầm"
- “Gió từ phố Hiến”
- “Mùa thu không cô đơn”
- “Nếp nhà”
- “Vũ điệu tử thần” (phim điện ảnh)
- “Những mảnh đời ngang trái”
- “Tu hú gọi bầy”
- “Mười ba bến nước”
- "Ánh sáng trước mặt"
- “Chiều ngang qua phố cũ”

## Tin đồn
- Năm 2005, bà nghỉ đóng phim một thời gian, không xuất hiện sau một thời gian thành công, nhiều tin đồn dấy lên cho rằng bà bị nhiễm HIV và đã qua đời, khiến bà phải lên nhiều tờ báo thanh minh về việc này.[6]